# Rotador de Faraday

Mecanismo de polarización debido al Efecto Faraday. Las líneas del campo generalmente están cerradas a través de un magneto permanente alrededor del rotador.

El rotador de Faraday es un dispositivo óptico que desfasa la polarización lumínica que incide en él, gracias al material magneto-óptico que lo constituye. Se basa en el Efecto Faraday, el cual demuestra que la polarización de la luz puede verse afectada en función del campo magnético del medio que atraviese. Uno de los haces luminosos incidentes está en resonancia ferromagnética con el material del medio, lo que causa que la velocidad de fase aumente y se adelante del resto de haces.
Para lograr que este fenómeno suceda se requiere que el campo magnético presente sea paralelo a la dirección de propagación de la luz.
El ángulo de rotación está dado por:
{\displaystyle \beta =VBd\!}
Donde {\displaystyle \beta } es el ángulo de rotación en radiánes.

{\displaystyle B} es la densidad de flujo magnético en la dirección de propagación en teslas).

{\displaystyle d} es la longitud del trayecto (en metros) donde la luz y el campo magnético interactúan.

{\displaystyle V} es la constante de Verdet para el material. Esta constante de proporcionalidad empírica (en unidades de radianes por tesla por metro, rad/(T·m)) varía con la longitud de onda y la temperatura y es tabulada para varios materiales.
Las características de los rotadores de Faraday les permiten que sean utilizados en la construcción de dispositivos como los aisladores ópticos, generalmente para conseguir que los haces lumínicos sólo pasen en un sentido.